# Tiếng Kalmyk
Tiếng Oirat Kalmyk (tiếng Kalmyk: Хальмг Өөрдин келн, Xaľmg Öördin keln, /xalʲmg œːrtin kɛln/), thường gọi là tiếng Kalmyk (tiếng Kalmyk: Хальмг келн, Xaľmg keln, /xaɮʲmg kɛɮn/), là một dạng tiếng Oirat, là ngôn ngữ của người Kalmyk ở Kalmykia, một chủ thế liên bang của Nga. Tại Nga, đây là dạng chuẩn của tiếng Oirat (dựa trên phương ngữ Torgut). Người Kalmyk ở tây bắc biển Caspi có nguồn gốc từ người Oirat, mà về mặt lịch sử bắt nguồn từ Mông Cổ và tây bắc Trung Quốc. Theo UNESCO, đây là một ngôn ngữ bị đe dọa nghiêm trọng. Theo thống kê 2010, tiếng Kalmyk có 80.500 người nói (trong tổng số 183.000 người Kalmyk).